# Calylophus toumeyi
Calylophus toumeyi là một loài thực vật có hoa trong họ Anh thảo chiều. Loài này được (Small) Towner mô tả khoa học đầu tiên năm 1977.